# Monte (La Baña)
Monte (llamada oficialmente Sanamede do Monte) es una parroquia española del municipio de La Baña, en la provincia de La Coruña, Galicia. 

## Otras denominaciones
La parroquia también es conocida por el nombre de San Mamede de Monte.

## Entidades de población
Entidades de población que forman parte de la parroquia:
- Buchaín
- Duomes de Abajo (Duomes de Abaixo)
- Duomes de Arriba
- Nantón
- Rucheiro (O Rucheiro)
- San Mamed (San Mamede)
- Ceilán (O Seilán)
- Freiriñas
- O Monte de Abaixo
- Xanín

## Demografía
| Gráfica de evolución demográfica de Monte entre 2000 y 2018 |
|                                                             |
| Datos según el nomenclátor publicado por el INE.            |